# Когнітивна риторика
Когнітивна риторика — це підхід до риторики, композиції та педагогіки, що базується на когнітивній науці або сприяє їй. Когнітивна риторика також є методом вивчення мови та літератури.

## Історія
Після когнітивної революції когнітивні лінгвісти, інформатики та когнітивні психологи запозичили терміни з риторики та літературної критики. Зокрема, метафора є фундаментальним поняттям у всій когнітивній науці, особливо для когнітивних лінгвістичних моделей, у яких формування сенсу залежить від створення та розуміння метафори.
Комп'ютерні вчені та філософи розуму користуються літературними дослідженнями для термінів, таких як «сценарії», «історії», «потік свідомості», «багаторазові чернетки» та «машина Джойса». Когнітивні психологи досліджують літературні та риторичні теми, такі як «рецептивна естетика» та «дейксис» в описовій художній прозі, а також передачу поезії в усній традиції.

## Композиція
Риторика — це термін, який часто використовується в контексті композиційних студій та педагогіки, традиція якої сягає своїм корінням до давньогрецької епохи. Виникнення риторики як вчення (техне), пов'язує риторику та композиційну педагогіку, особливо у традиції софістики. Арістотель зібрав рукописні посібники софістів з риторики і критикував їх у своєму творі «Синагоге техне» (IV століття до н. е.).
У Стародавньому Римі грецька риторична традиція була засвоєна і стала важливою для освіти. Риторика була цінною в високополітизованому суспільстві з розвиненою системою права, де вміння гарно розмовляти було ключовим для здобуття підтримки у війнах, укладення союзів та ухвалення юридичних рішень.
Когнітивні риторики, які зосереджені на композиції (такі як Лінда Флауер і Джон Хейс), використовують парадигму, методи та терміни когнітивних наук для побудови композиційної педагогіки, де письмо є прикладом щоденних процесів розв'язання проблем. Колеги з університету Карнегі-Меллон, Флауер і Хейс провели дослідження розв'язання задач на письмі за допомогою методу «говори, як розв'язуєш задачу», де суб'єкти розмовляють, розв'язуючи проблему, показуючи, що відбувається у їхній свідомості під час написання.
Джанет Еміґ досліджувала елементи процесу написання та зв'язок між процесом і продуктом. Спираючись на когнітивні теорії трансакційного та експериментального навчання Джона Дьюї та Жана Піаже, внесок Еміг у когнітивну риторику полягає в її розмежуванні мовленнєвих і письмових актів. Оскільки мовлення та письмо є різними способами виконання мовних функцій, Еміг стверджує, що процес говоріння та процес письма призводять до різних засобів вираження. Одна проблема, на яку звертає увагу Еміг, полягає в тому, що письмо може бути свого роду пасткою, оскільки письменник стає учасником події через свої твори. Інша проблема, яку виявляє Еміг, пов'язана з тим, як структура написання може формувати те, як письменник подає подію. Ця структура стає конфліктом, стверджує Еміг, оскільки написання має диктуватися досвідом письменника, а не формою.
Патриція Біззел протиставляє письмо і мислення, щоб проілюструвати проблеми між формою та конвенцією. Біззел виокремлює дві теоретичні позиції: (1) внутрішньоспрямовані теоретики підходять до навчання письма, фокусуючись на стилі та конвенціях, і (2) зовнішньоспрямовані теоретики вважають, що ці мовні функції вроджені. Внутрішньо спрямована теорія полягає в тому, що студенти використовують те, що вони знають, і застосовують це на письмі (процес мислення). Зовнішньоспрямована теорія стверджує, що форми не можуть бути вивчені, оскільки те, як письменники вибирають мову, може відрізнятися залежно від риторичної ситуації завдання чи цілі (соціальний процес). Згідно з Біззел, студенти беруть участь у різноманітних дискурсивних спільнотах, і письменники обмежені можливістю визначити правила, які існують у цьому конкретному дискурсі. Біззел закликає до більш гнучкого процесу, який враховує, де знаходиться автор у своєму процесі, і стверджує, що автор повинен використовувати те, що він знає, щоб застосувати до завдання; потім поверніться назад і з'ясуйте, чого вони не знають — адаптуйте своє завдання до ситуації.
Джеймс А. Берлін стверджував, що, зосереджуючись на професійній композиції та комунікаціях і ігноруючи ідеологію, соціально-когнітивна риторика, яка відображає структури розуму на структури мови та міжособистісного світу, може бути використана як інструмент для навчання працівників у корпоративному капіталізмі. Берлін протиставляє соціально-когнітивну риторику соціально-епістемічній риториці, яка робить ідеологію основною проблемою композиційної педагогіки.

## Мова та літературознавство
Когнітивна риторика пропонує новий погляд на властивості літератури з позиції когнітивних наук. Вона має міждисциплінарний характер і прагне до використання даних та методів, що дають можливість формулювати спростовувані теорії. Риторика також пропонує багатий набір стилістичних засобів, спостережених за їхнім впливом на аудиторію, що надає багату базу з різноманітними прикладами для дослідників у когнітивній нейропсихології та когнітивних науках.
Для Марка Тернера (видатної постаті у когнітивній риториці) наративне уявлення є фундаментальним інструментом повсякденного мислення. Індивіди організовують досвід у постійному наративному потоці, починаючи з невеликих просторових історій. Значення є фундаментально параболічним (як притча): дві або більше форм подій або концептуальних просторів зближуються (змішуються) у параболічному процесі, створюючи концепції з унікальними властивостями, яких немає в жодному з вхідних даних. Цей процес є повсякденним: очікування, що об'єкт, до якого ви прямуєте, контактуватиме з вами, є притчею, за допомогою якої ви проєктуєте просторову точку зору. Такий описовий потік є дуже адаптивним процесом, важливим для планування, оцінки, пояснення, а також спогадів про минуле та уявлення майбутнього. Таким чином, літературні процеси мають адаптивну цінність перед появою мовної здатності (модульної або неперервної).